# Raimundo de Madrazo y Garreta
Raimundo de Madrazo y Garreta (n. 24 iulie 1841, Roma, Statele Papale – d. 15 septembrie 1920, Versailles, Seine-et-Oise, Franța) a fost un pictor spaniol ce a făcut parte din familia de artiști Madrazo care a lucrat în stil realist, deși opera sa ulterioară arată semne de influență rococo și japoneză. Era cunoscut în primul rând pentru picturile și portretele sale de gen. Bunicul său a fost José de Madrazo⁠(d), tatăl său a fost portretistul Federico de Madrazo, iar fratele său a fost Ricardo de Madrazo.

## Biografie
S-a născut la Roma  într-o familie de artiști cu un trecut nobil. Bunicul său a fost José de Madrazo⁠(d), pictor și fost director al Museo del Prado; tatăl său a fost Federico de Madrazo, de asemenea pictor; unchii săi au fost Luis de Madrazo, pictor, Pedro de Madrazo⁠(d), critic de artă și Juan de Madrazo, arhitect; în timp ce fratele său era Ricardo de Madrazo, și el pictor. Bunicul său matern a fost Tadeusz Kuntze⁠(d), un pictor polonez. Familia Madrazo a fost descrisă ca fiind una dintre cele mai importante dinastii de pictură, care a dominat literalmente pictura din secolul al XIX-lea în Spania.
Primele sale lecții au venit de la tatăl și bunicul său. Mai târziu, a urmat cursurile Real Academia de Bellas Artes de San Fernando, unde a studiat cu Carlos Luis de Ribera⁠(d) și Carlos de Haes. S-a stabilit la Madrid și și-a finalizat educația cu o vizită la Paris în 1860; luând lecții de la Léon Cogniet și intrând sub influența prietenului său Alfred Stevens⁠(d).
A avut prima expoziție în același an și a vizitat adesea New York pentru a-și vinde picturile. Printre clienții săi s-au numărat familia Vanderbilt și Alexander Turney Stewart⁠(d). A avut rar expoziții în Spania. În 1882, el, Stevens, Giuseppe de Nittis⁠(d) și Georges Petit⁠(d) au înființat o „Expoziție internațională de pictură” pentru a promova artiștii străini care locuiesc la Paris.
A fost un expozant frecvent la Salonul de la Paris⁠(d), a câștigat o medalie majoră la Exposition Universelle (1889) și a fost un obișnuit al salonului lui Madeleine Lemaire⁠(d). Modelul pentru aproape toate personajele feminine din picturile sale de gen a fost Aline Masson, fiica portarului de la reședința din Paris a Marqués de Casa Riera.
După 1862, a trăit la Paris o mare parte a vieții sale. La sfârșitul anilor 1860, a petrecut ceva timp la Roma cu fratele său, lucrând în studiourile lui Marià Fortuny, care se căsătorise cu sora lor Cecilia⁠(d). În timpul războiului franco-prusac, a locuit la Granada. Soția sa a murit în timpul ce năștea în 1874, în același an cu cumnatul său, Fortuny.
În 1894, a donat Muzeului del Prado o colecție de lucrări ale lui Francisco de Goya pe care o achiziționase în 1869. În 1914, s-a mutat la Versailles, unde a murit șase ani mai târziu. Fiul său, Federico de Madrazo y Ochoa⁠(d) (cunoscut sub numele de „Coco”) a devenit și el un pictor remarcabil.

## Picturi (selecție)

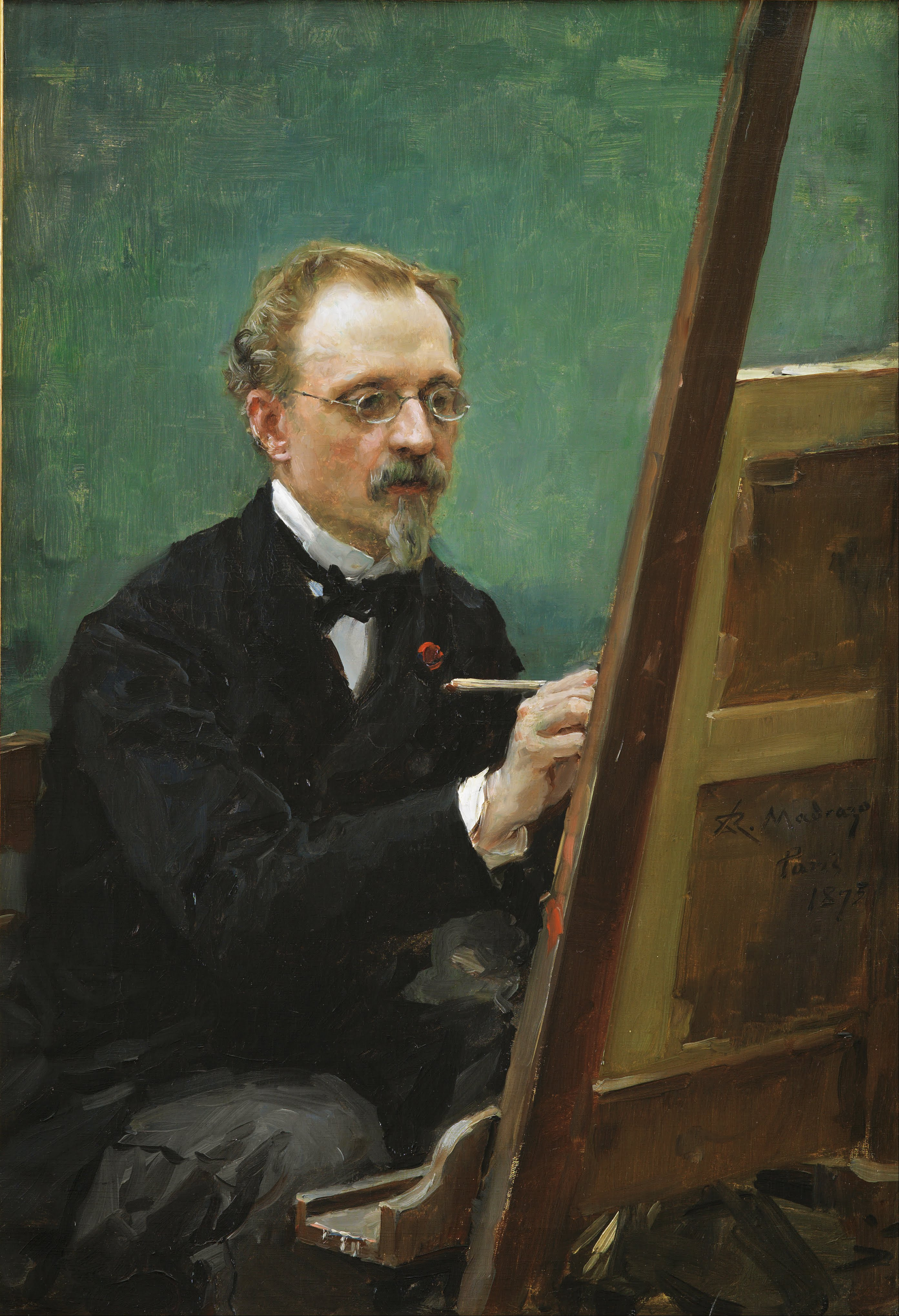
Pictura lui Federico de Madrazo pictând, 1875
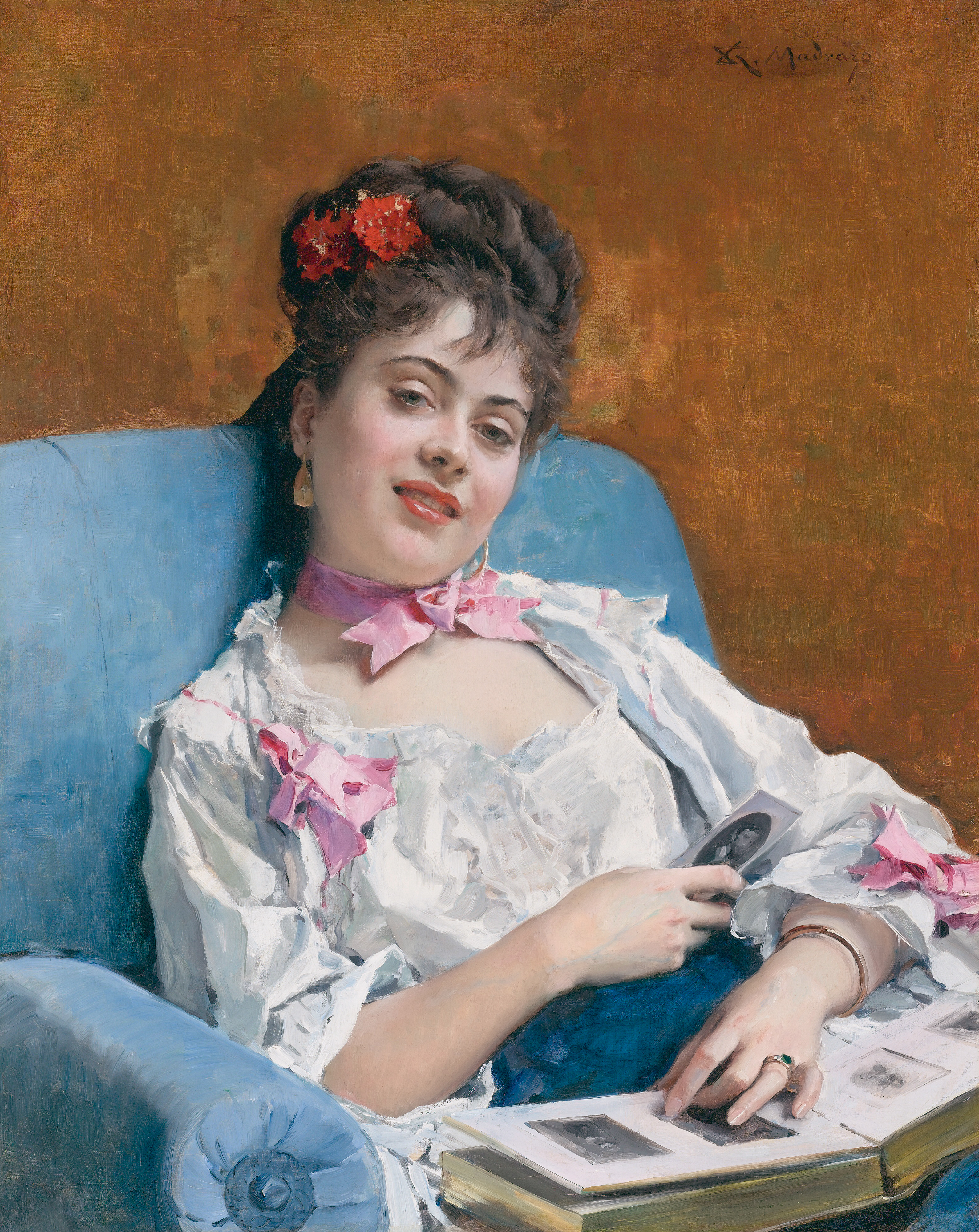
Amintiri dragi
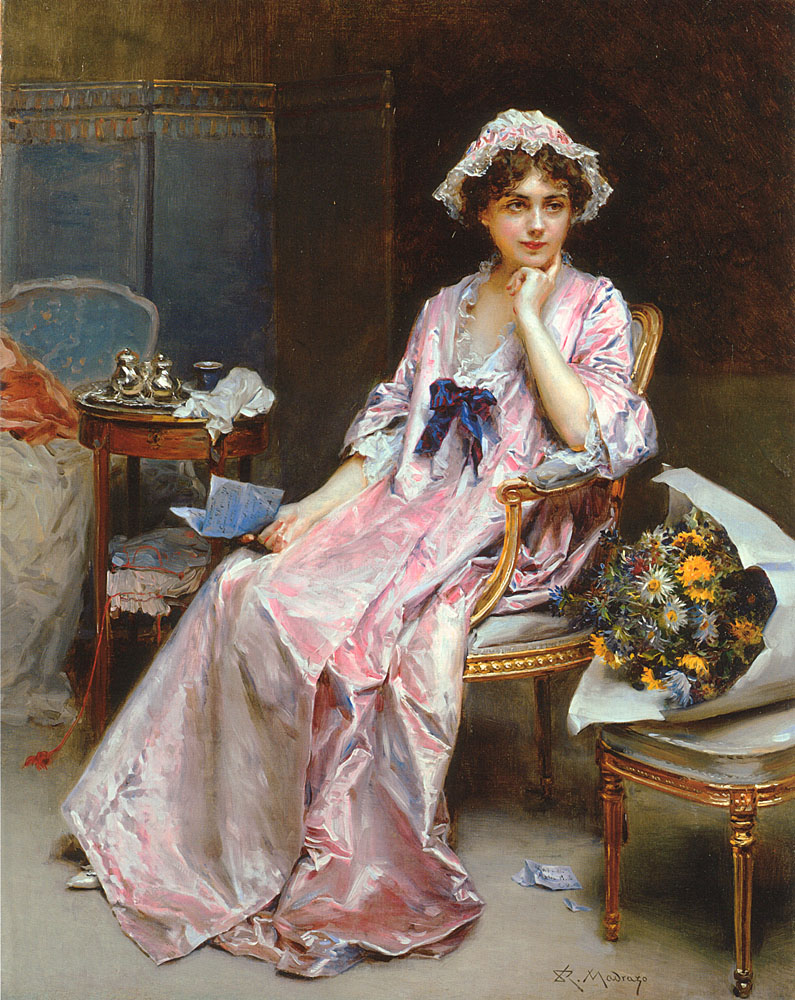
Amanta reticentă
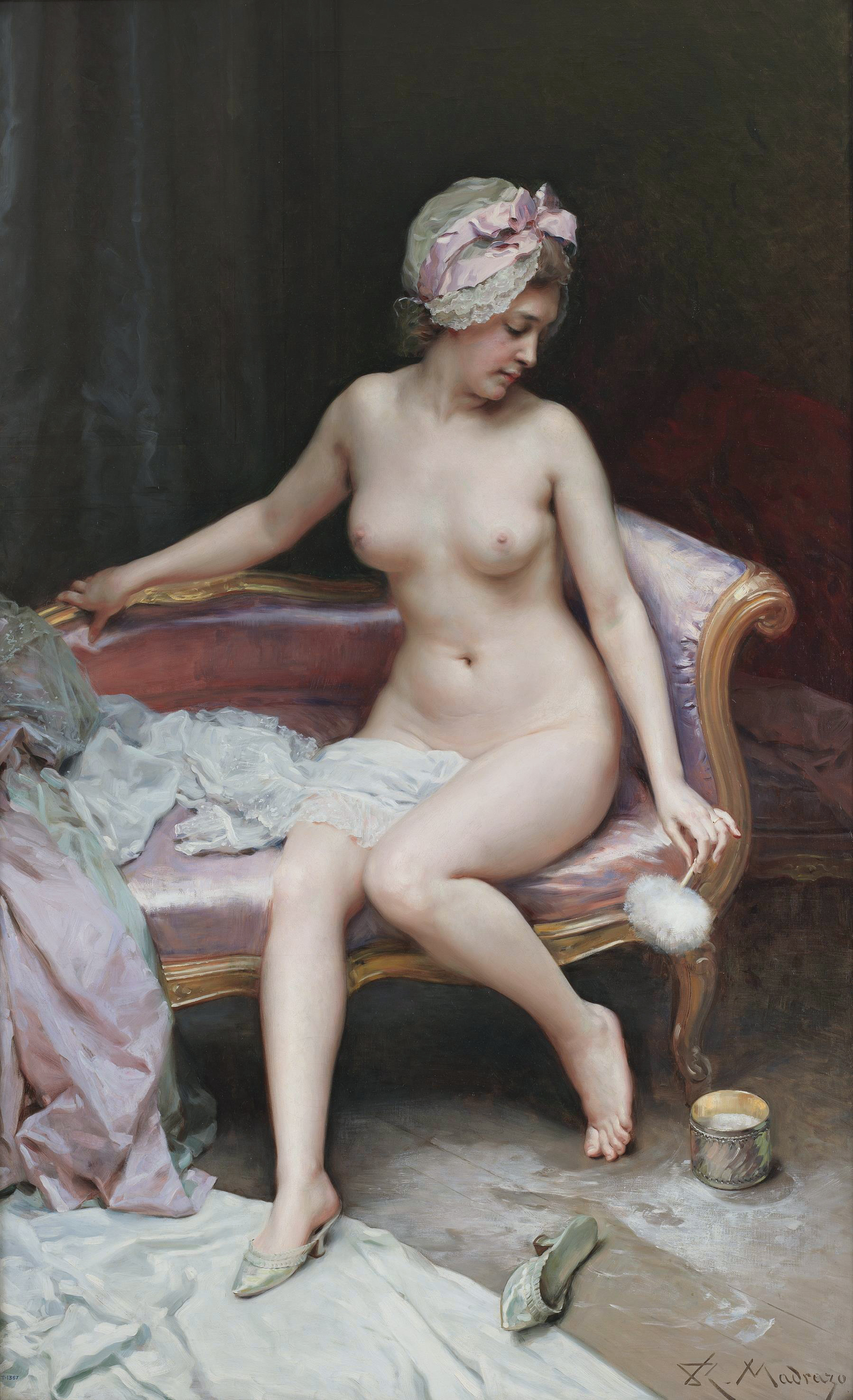
După baie, c. 1895
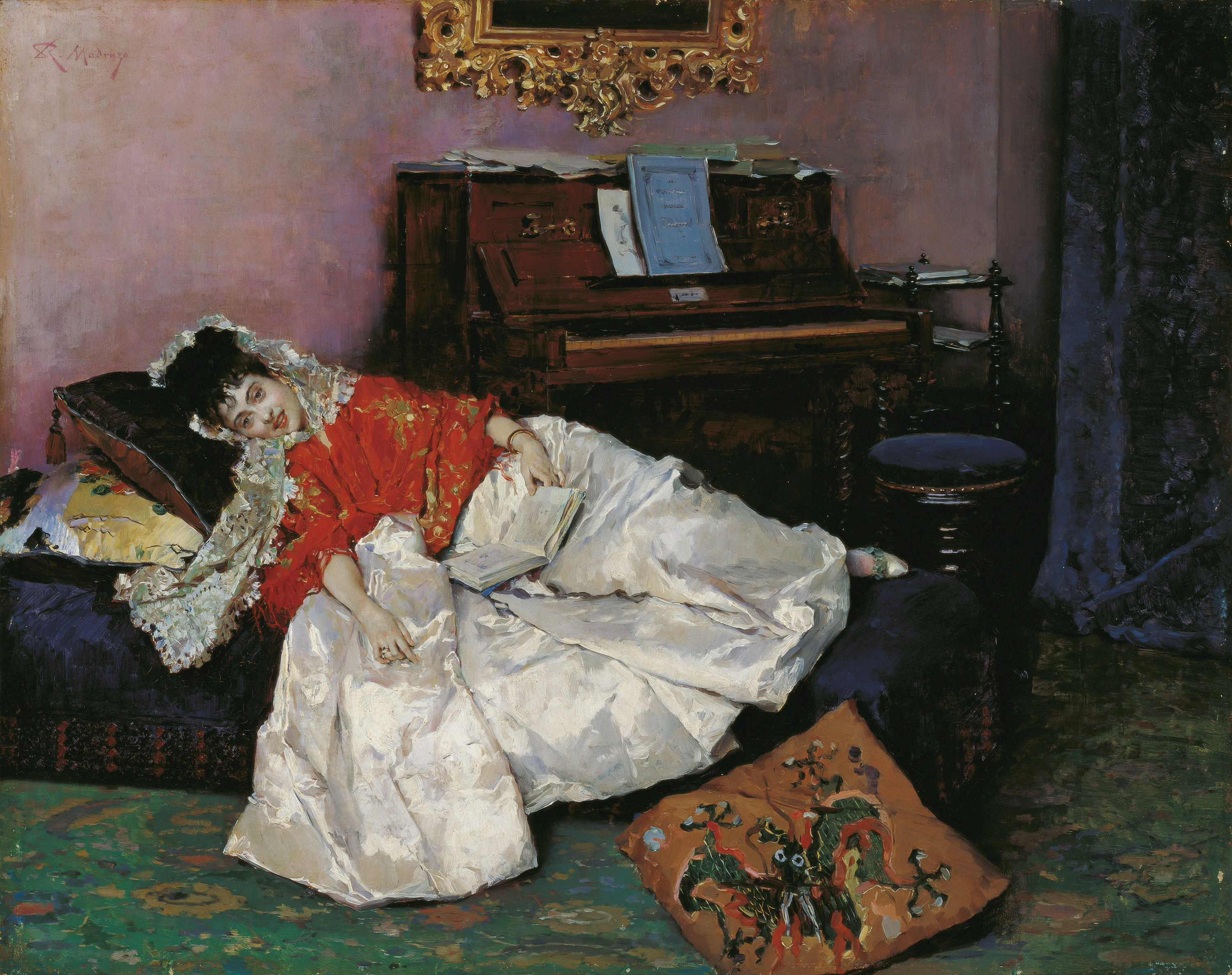
Lectură, c. 1880-85
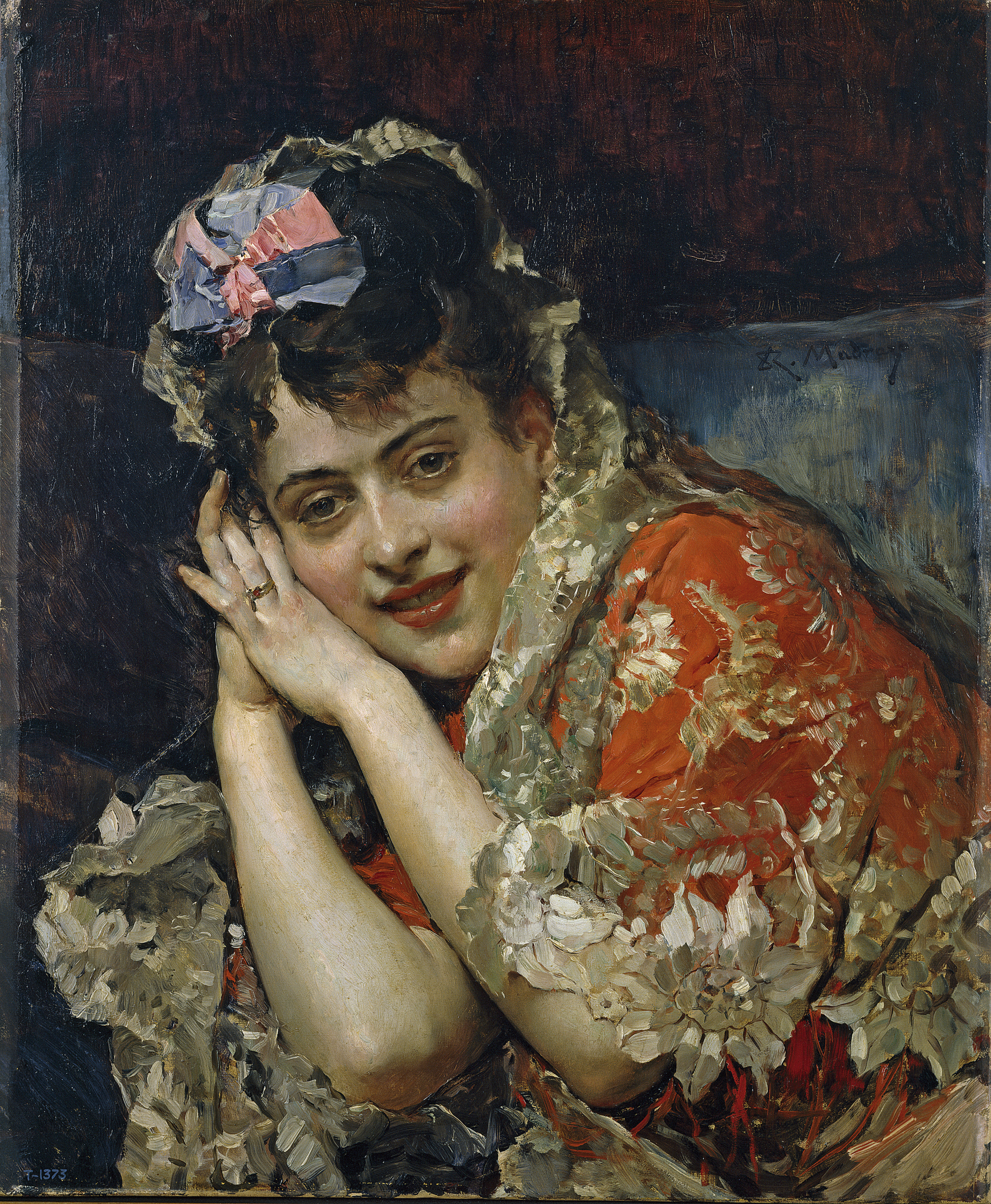
Portretul Alinei Masson într-o mantilă, c. 1875
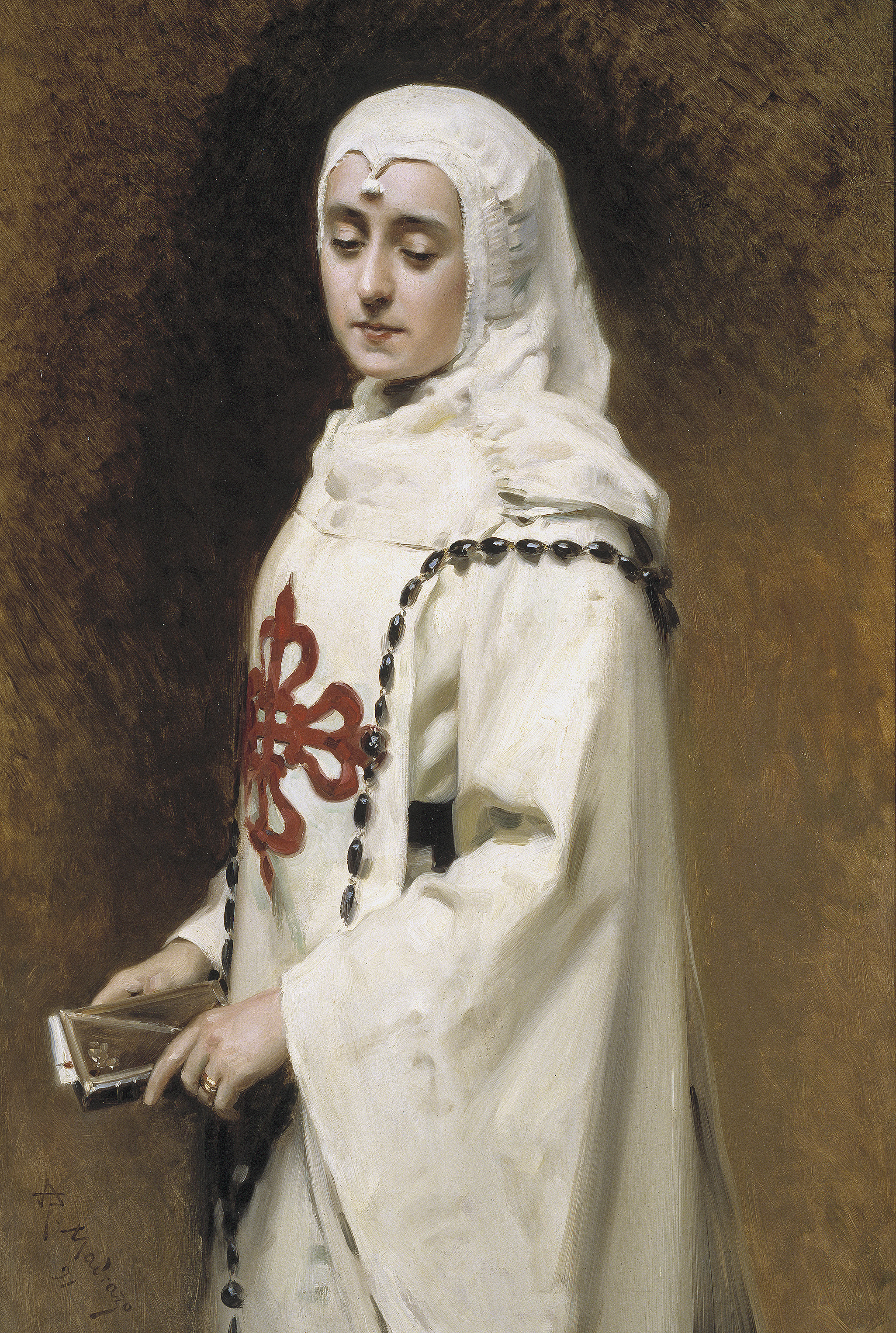
Portretul Mariei Guerrero⁠(d) ca Doña Inés . 1891
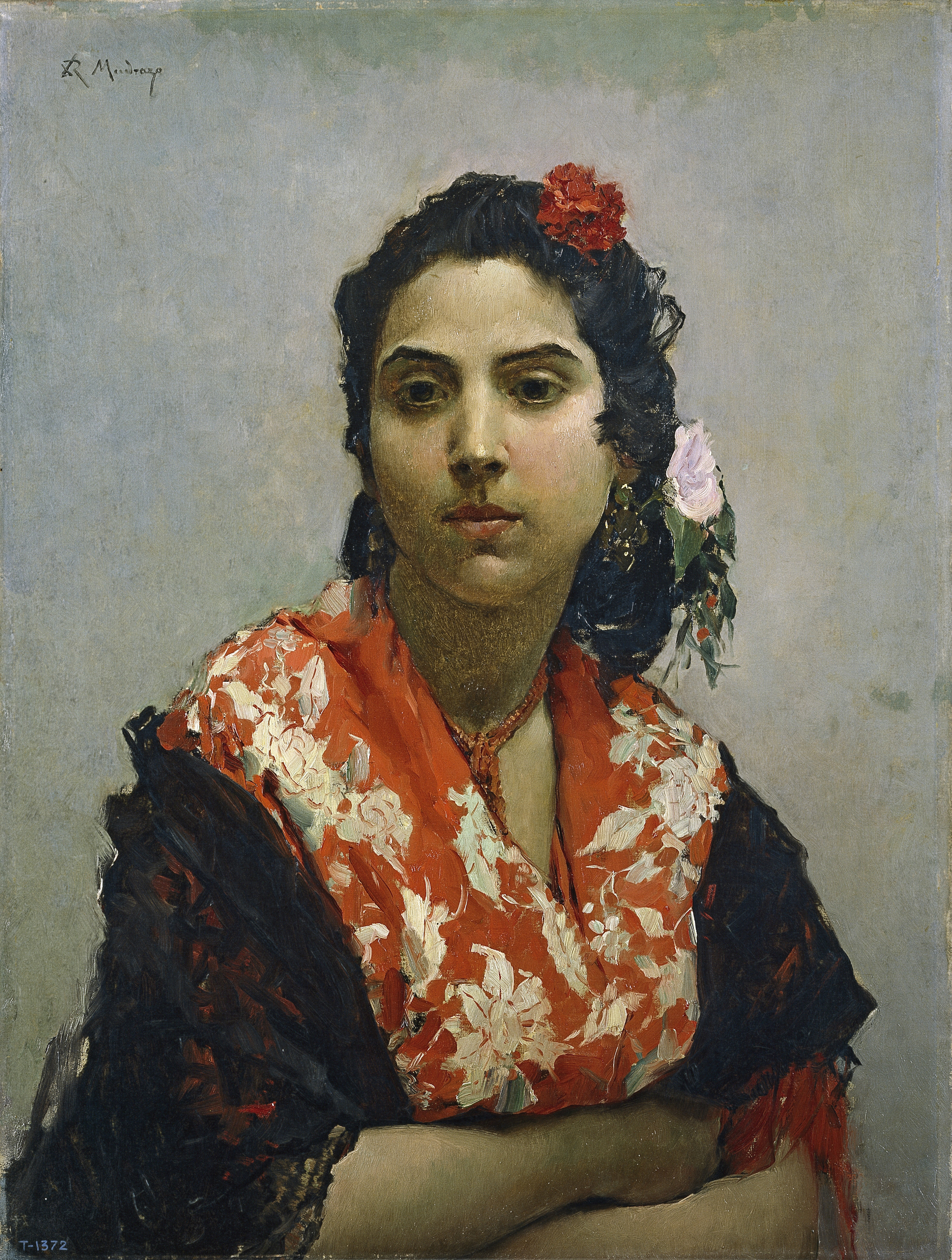
O țigancă, 1872
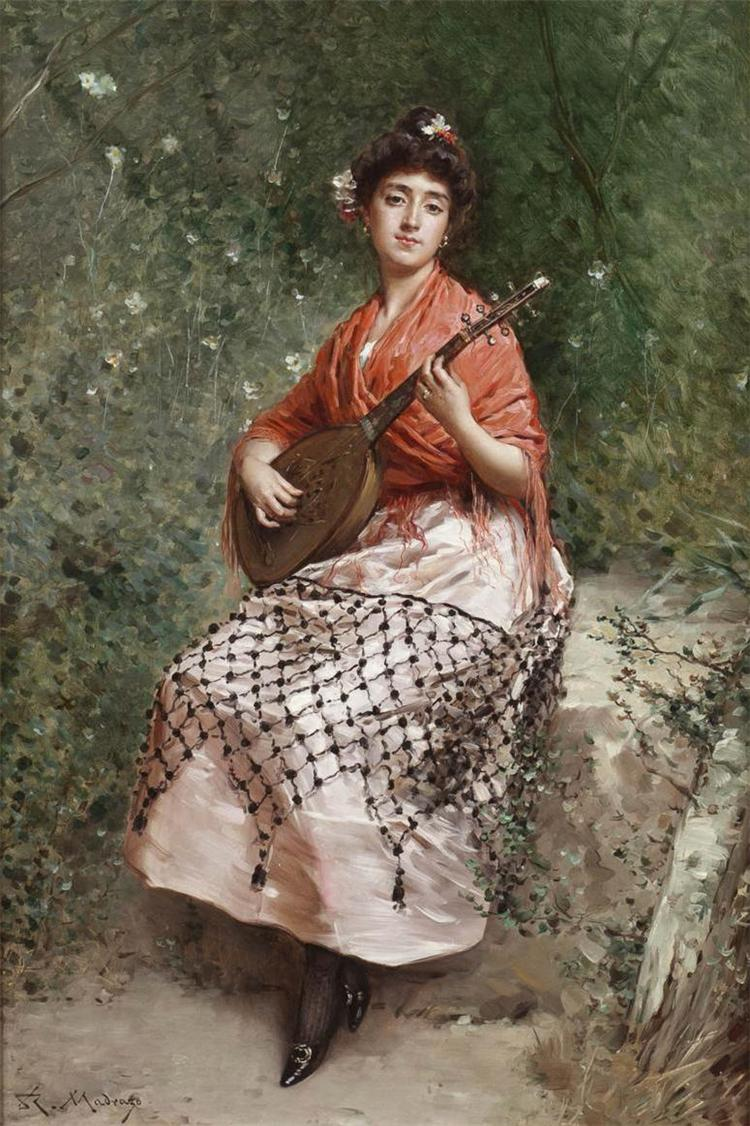
Frumoasa cântăreață de Bandurria, 1870
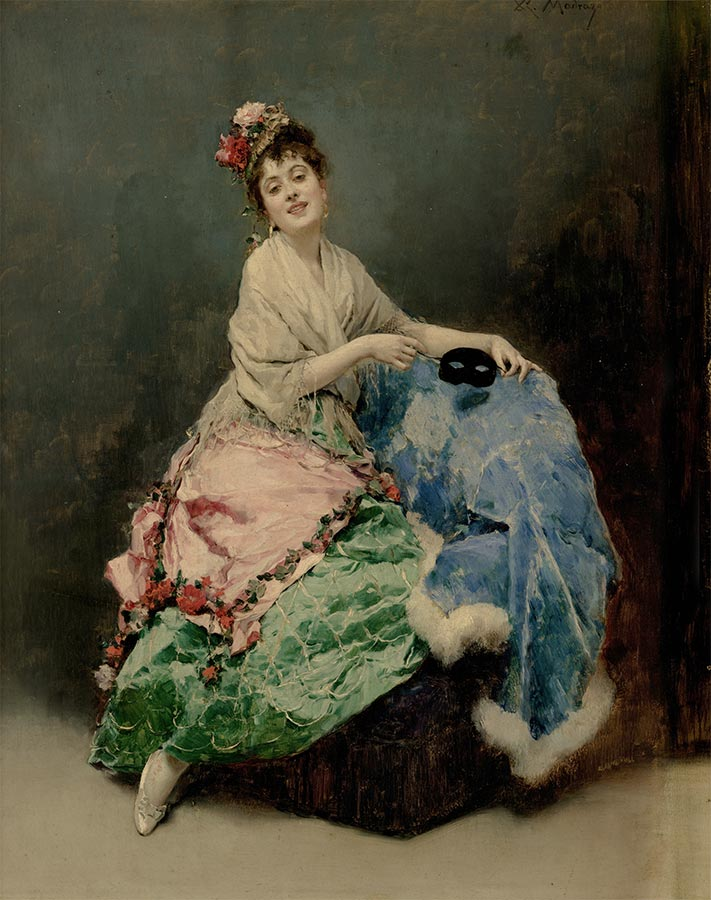
Aline cu mască
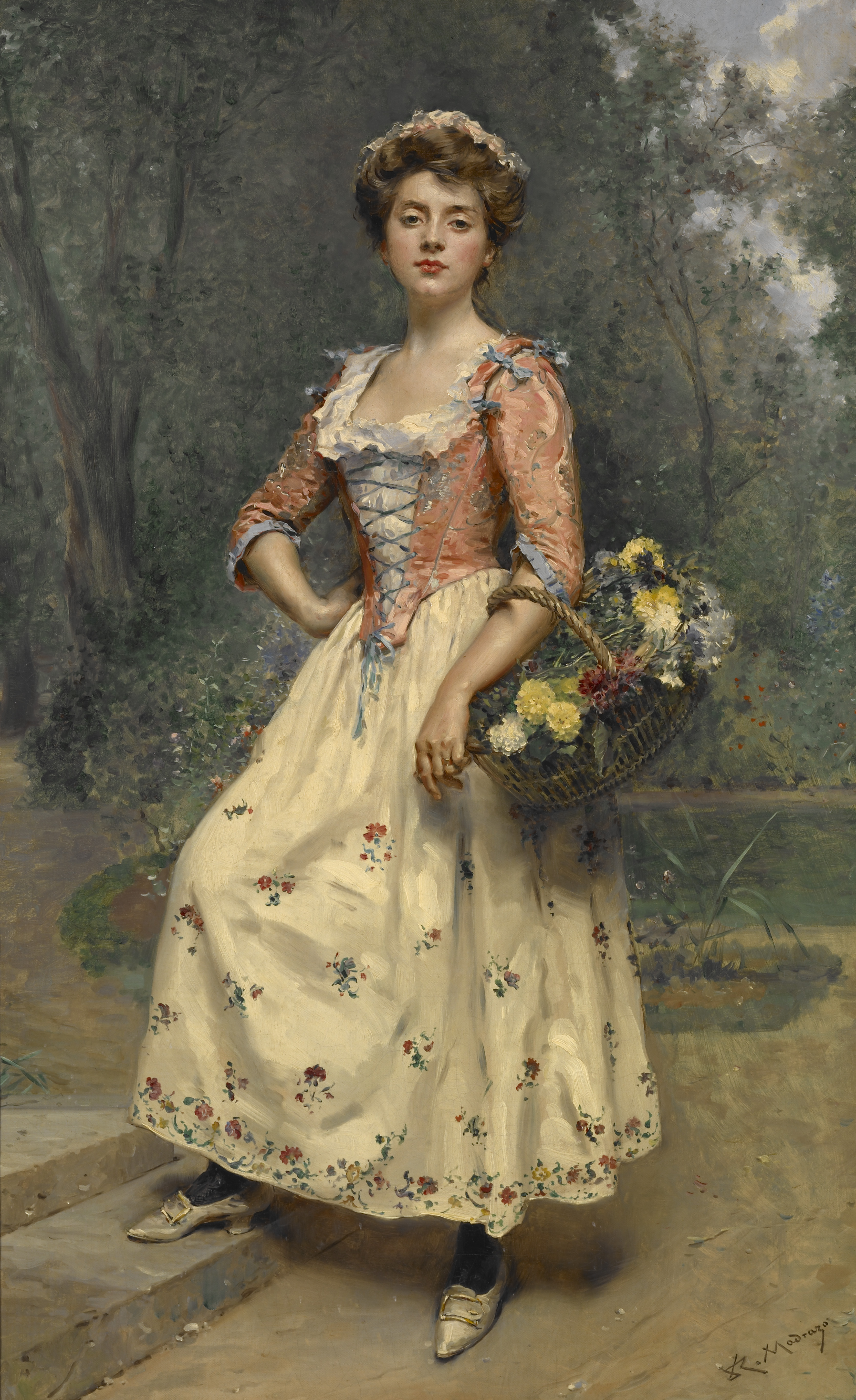
Frumusețea de primăvară
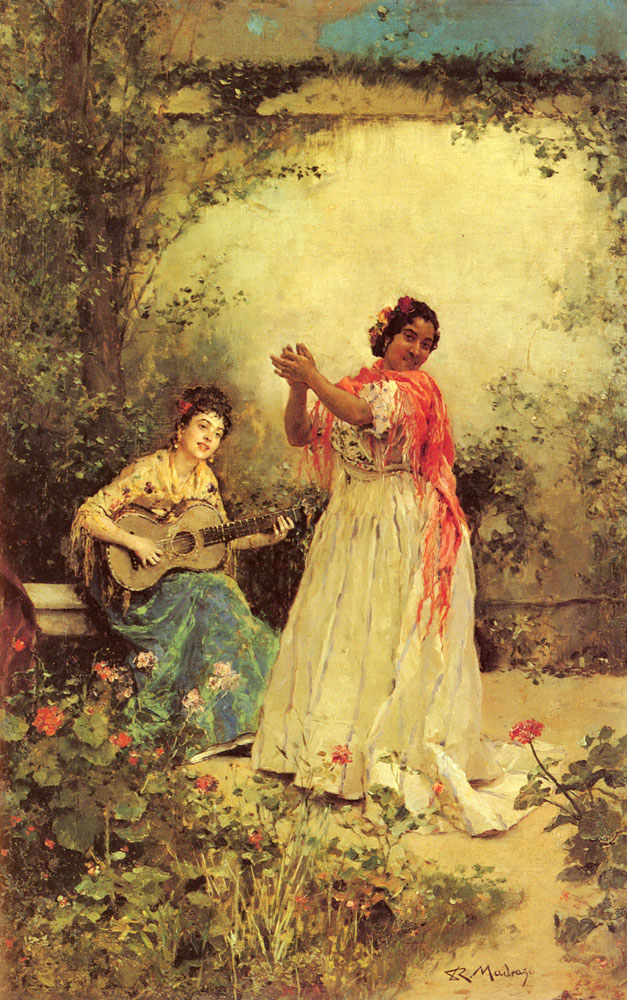
Frumusețe și cântare
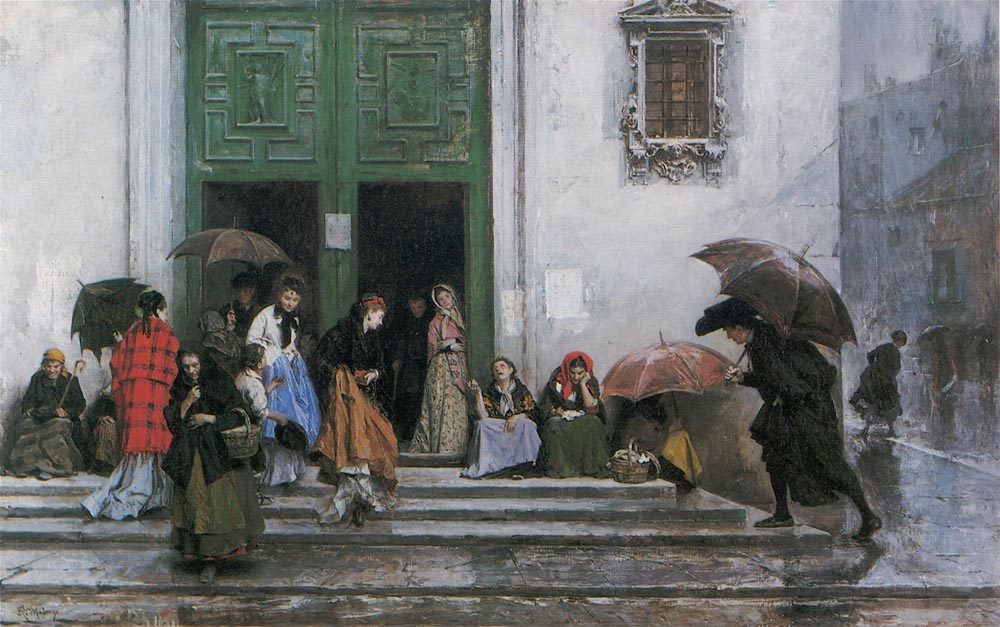
Ieșirea din biserică
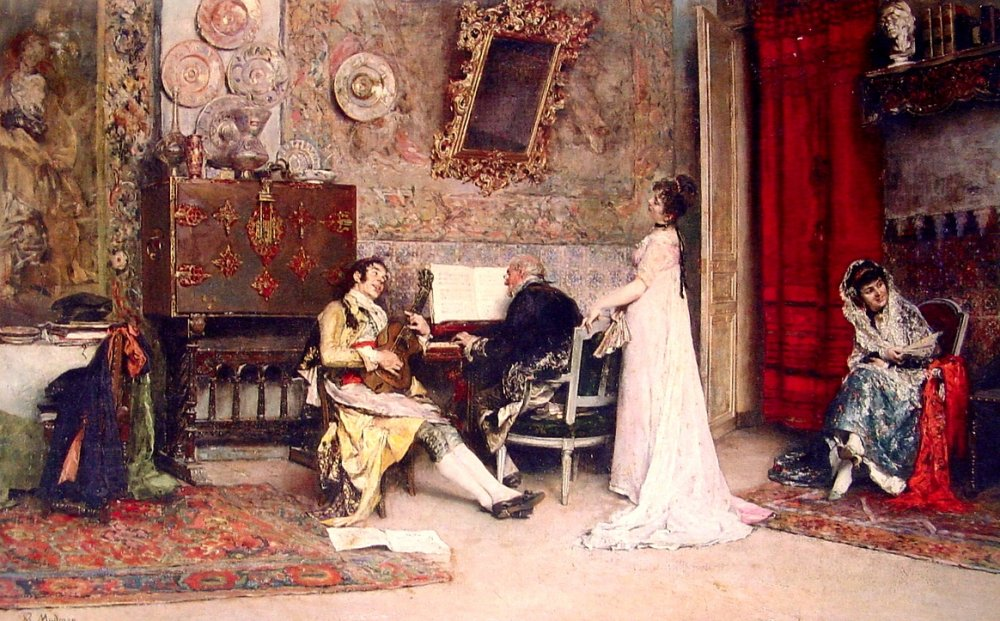
Lecția de muzică
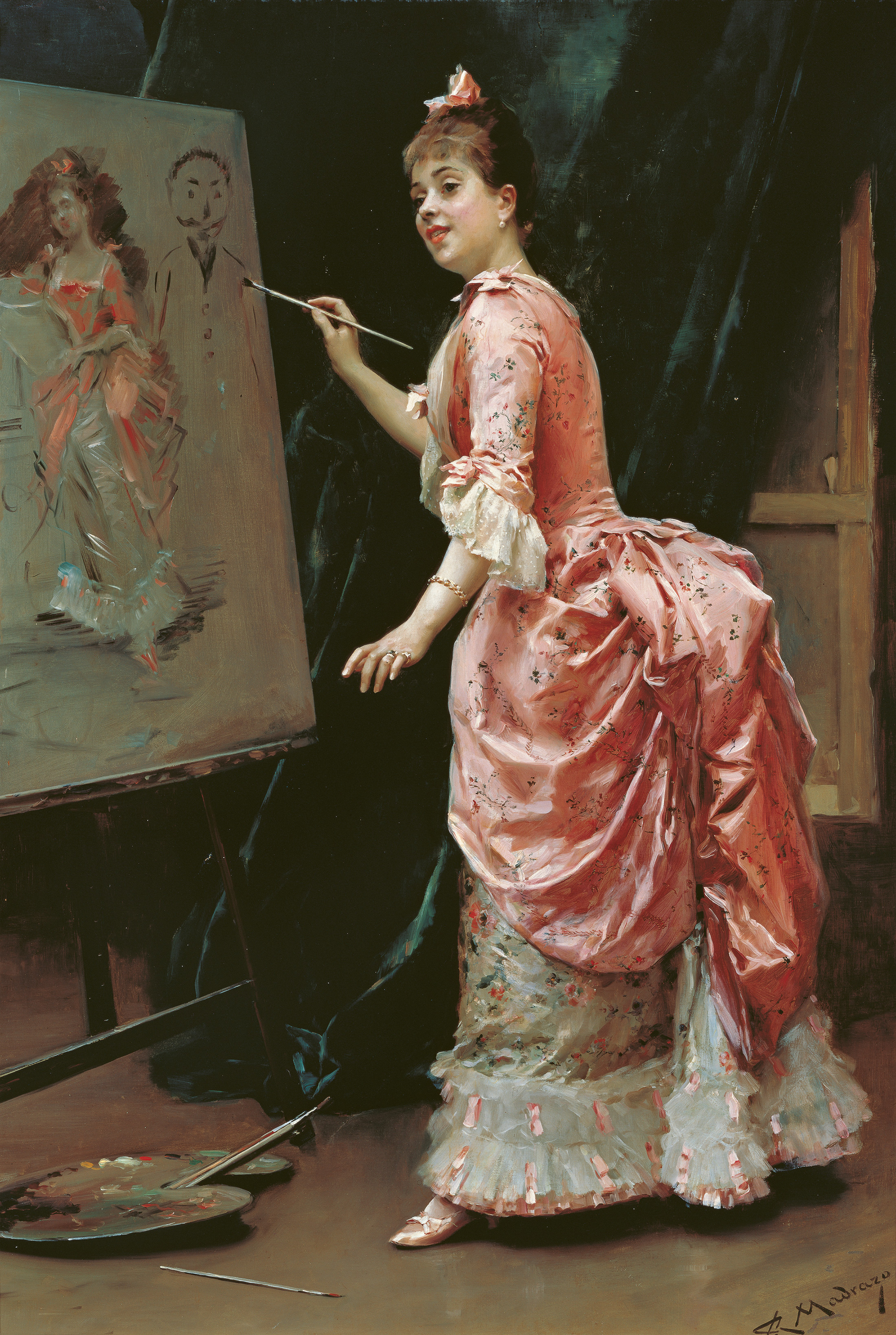
Giumbușlucuri de model, c. 1885
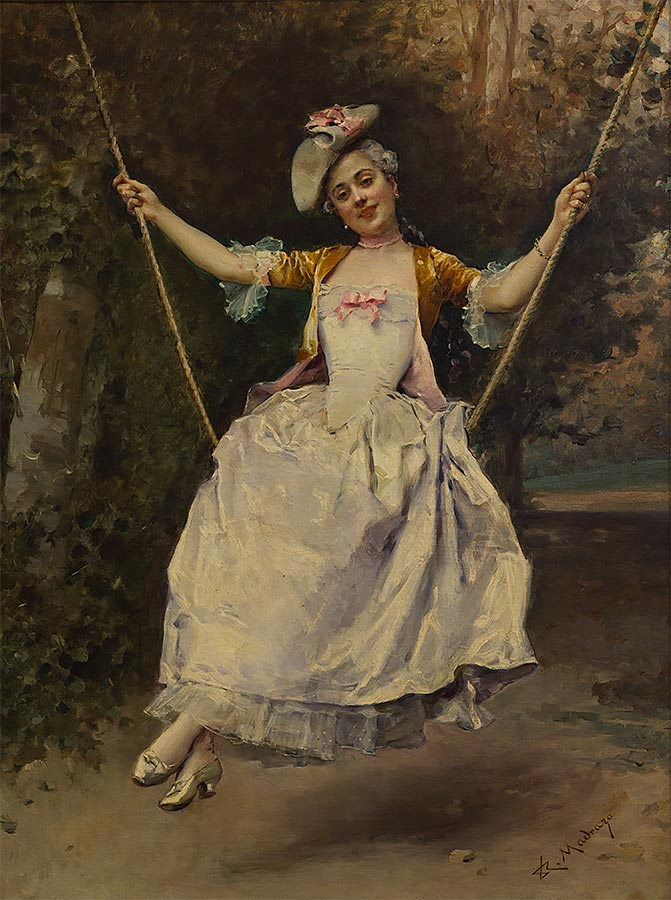
Fată pe leagăn
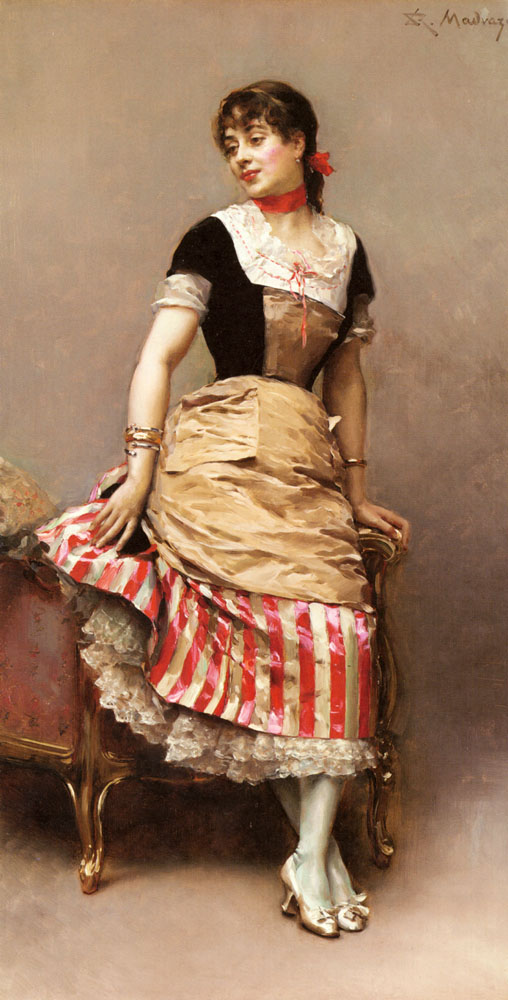
Portretul Alinei Masson rezemată pe o canapea
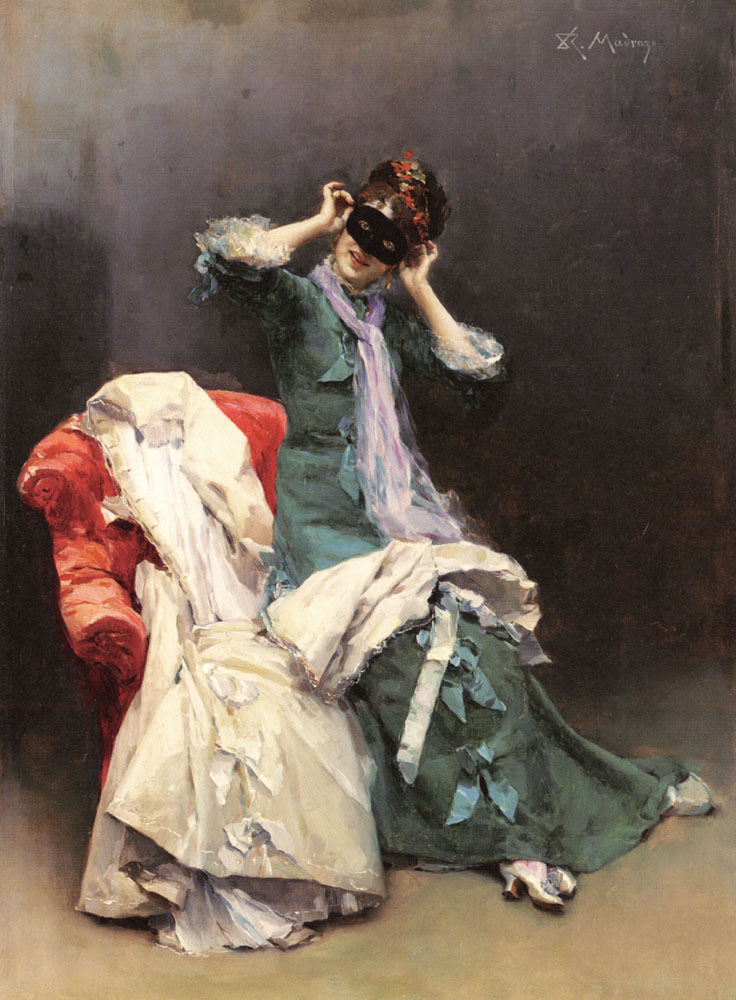
Pregătirea pentru balul costumat
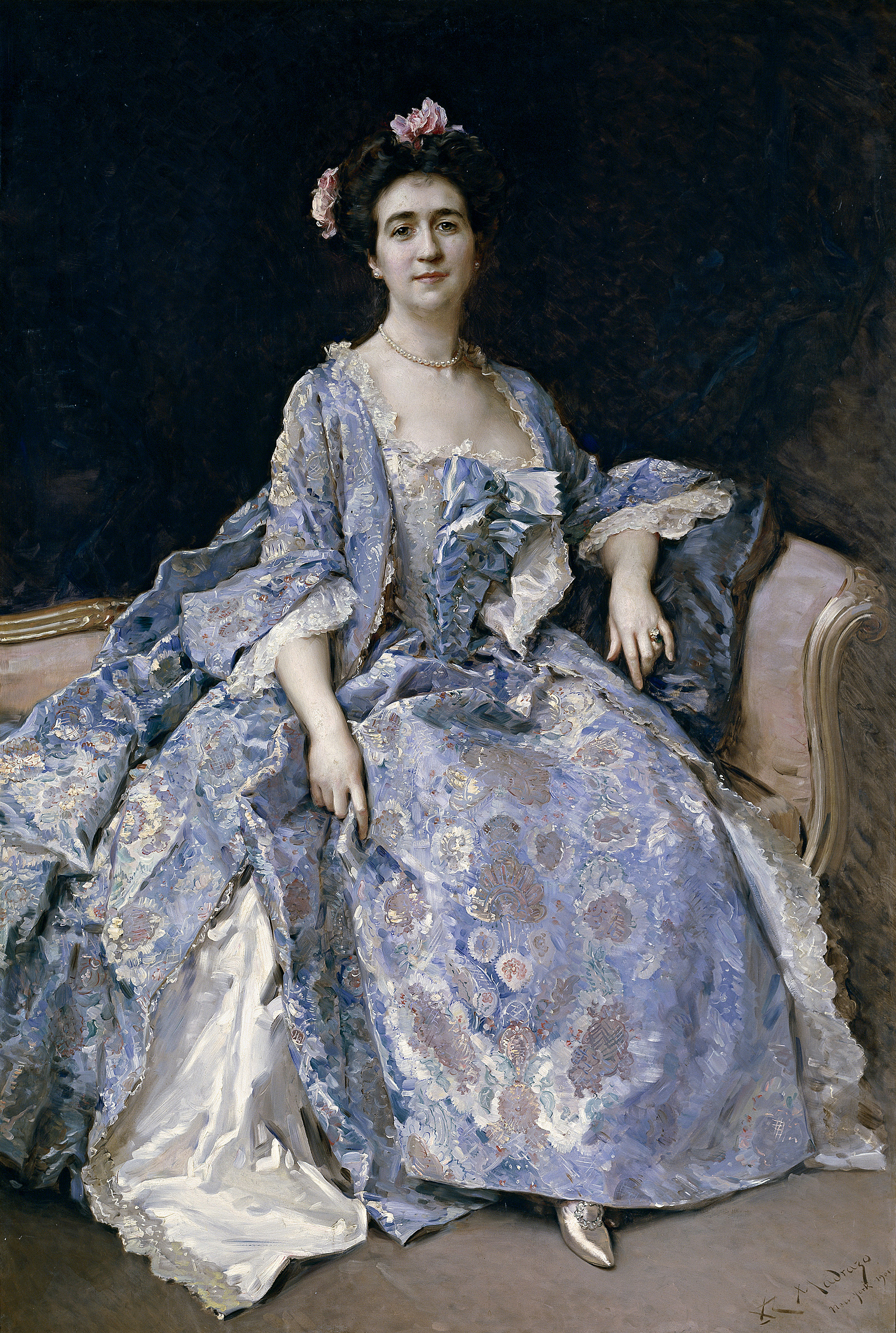
María Hahn, soția pictorului, 1901
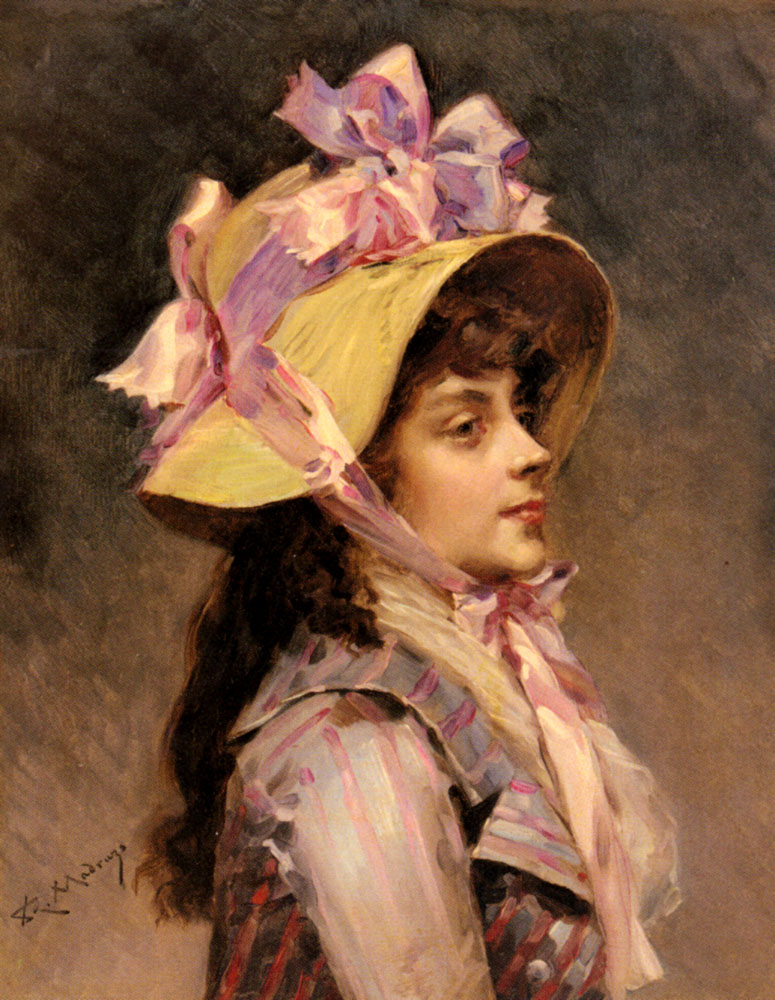
Portretul unei doamne cu panglici roz